# Adelaide av Ungern
Adelaide av Ungern eller Adelaide Arpad, född omkring 1039, död 27 januari 1062 i Prag, var en hertiginna av Böhmen. Hon gifte sig med Wratislav II av Böhmen år 1057.

## Biografi
Adelaide föddes i Ungern som dotter till Andreas I av Ungern och Anastasia av Kiev.
Wratislav hade sökt stöd av hennes far och levde i landsflykt vid dennes hov under en konflikt med sin regerande bror Spytihnev II av Böhmen, och äktenskapet arrangerades som en allians mellan Ungern och Wratislav, som 1061 återvände till Böhmen och efterträdde sin bror Spytihnev som dess monark.
Adelaide var Wratislavs andra maka; hans första hustru, en okänd adelsdam, hade blivit kvar i Böhmen, där hon fängslats av Wratislavs bror och dött i fängelse. Adelaide avled troligen av de försämrade hälsa hon fick av sina täta graviditeter och förlossningar.

## Barn
1. Judith av Böhmen
2. Bretislav II av Böhmen
3. Ludmila
4. Vratislav (död i barndomen)